# Estação Ribeirão Pires - Antônio Bespalec
A Estação Ribeirão Pires–Antônio Bespalec é uma estação ferroviária, pertencente à Linha 10–Turquesa da CPTM, localizada no município de Ribeirão Pires estando a 751 metros de altitude.

## História
No dia 28 de junho de 1861, Antonio José de Moraes vendeu parte do "Sítio do Ribeirão Pires" à ferrovia. Este por sua vez havia pertencido a José Alves Siqueira falecido em 1845 e a sua viúva Francisca Alves Bicudo. Foi nesta área onde mais tarde foi construído o Armazém e a Estação. Em 16 de fevereiro de 1867, com a ligação São Paulo-Santos a estrada de ferro inaugurou o tráfego provisório ficando a atual cidade de Ribeirão Pires como ponto estratégico de parada para abastecimento de água das locomotivas movidas a vapor. O ramal ferroviário existente entre Rio Grande da Serra e Suzano já havia sido projetado em 1863 pelo engenheiro inglês Daniel MacKinson Fox, o idealizador dos planos inclinados da serra. O traçado idealizado é o mesmo do existente atualmente ligando Rio Grande a Mogi das Cruzes passando pelo território de Ribeirão Pires - ramal ainda ativo para o transporte de cargas.
A primeira estação de Ribeirão Pires era, na verdade, uma pequena parada, que foi inaugurada em 1º de março de 1885. Esta, distava 150 metros da atual e ficava alinhada à atual Rua Dr. Jorge Tibiriçá, na época chamada de Rua General Deodoro, em um prédio demolido no começo do século XX. Em abril de 1895, a expansão da economia cafeeira e a crescente demanda de tráfego de produtos e de gêneros agrícolas, ao mesmo tempo a industrialização do Brasil, levaram a São Paulo Railway a solicitar do Governo Federal um novo contrato de expansão da estrada de ferro, pois o contrato firmado pelo Decreto Imperial n. 1759, de 26 de abril de 1856, já não era suficiente para dar conta do escoamento da produção.
Assim, a publicação do Decreto Federal nº 1.999, de 2 de abril de 1895 determinou a duplicação da estrada com a mesma bitola prevista em 1856. Além da duplicação, o decreto determinava a construção de novas "estações definitivas e armazéns de alvenaria em todas as estações da linha Santos a Jundiaí, segundo tipos adequados à importância das localidades", fazendo com que se iniciassem as obras de várias estações, entre elas a de Ribeirão Pires. Em 1899, um relatório do Ministério de Indústrias, Viação e Obras Públicas informava que as estações de Ribeirão Pires, Lapa, Mooca, Cubatão, Pilar, Ipiranga, Barra Funda, Água Branca, Pirituba, Taipas, Caieiras, Juqueri e Várzea já estavam "quase prontas, sendo que algumas já haviam sido abertas ao tráfego". Assim, de acordo com os levantamentos do escritor Roberto Bottacin, a nova estação foi inaugurada em 1º de janeiro de 1900, classificada como de terceira classe (de subúrbio), em estilo inglês vitoriano, formada por uma agência de bilheteria, casa do chefe da estação, telégrafo, passarela inglesa, rancho para a turma da conserva e um armazém de alvenaria. 
Em torno da estação já havia alguns italianos mas os sitiantes eram de predominância germânica e as atividades que predominavam eram o das olarias e extração de madeira, mas criou-se, em fevereiro de 1887, a Colônia dos Imigrantes Italianos.
A vila em torno da estação cresceu bastante e se tornou município em 1953. Assim como a de Rio Grande da Serra, a estação ainda é a mesma do início do século. Hoje atende aos trens metropolitanos da CPTM.
Em 2016, o nome da estação foi alterado para Estação Ribeirão Pires - Antônio Bespalec em homenagem Antônio Bespalec, arquiteto, urbanista e secretário de Meio Ambiente na gestão do ex-prefeito da cidade Clóvis Volpi. Bespalec faleceu em 2008.

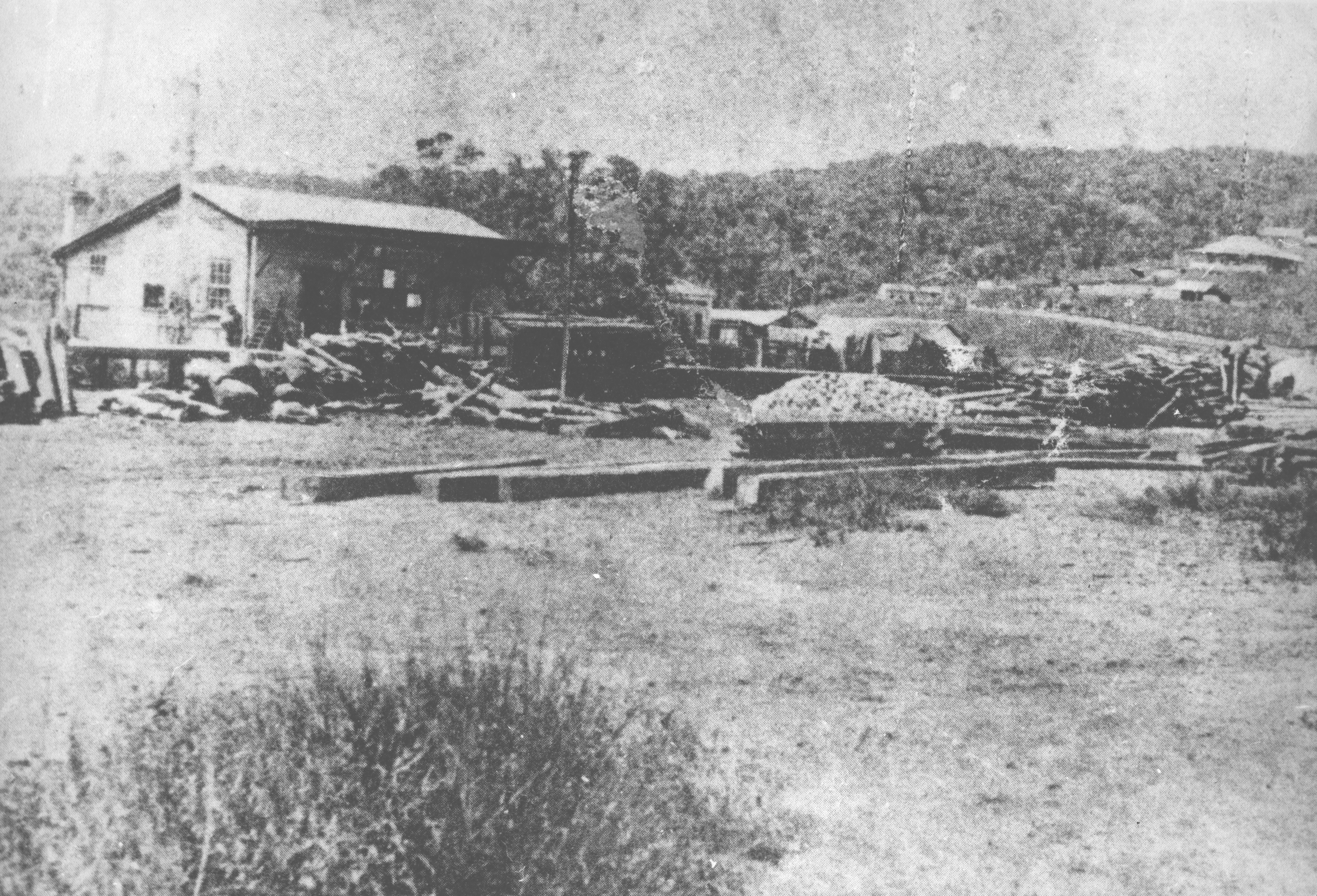
Parada de trem de Ribeirão Pires. O registro mostra a primeira estação que a cidade teve. Sua inauguração ocorreu em 1º de março de 1885. A foto é datada do fim da década de 1880 e foi possivelmente feita por Domingos Zampol, ou por seu irmão, Pedro Zampol, assim que chegaram da Argentina para o Brasil e se assentaram em Ribeirão Pires

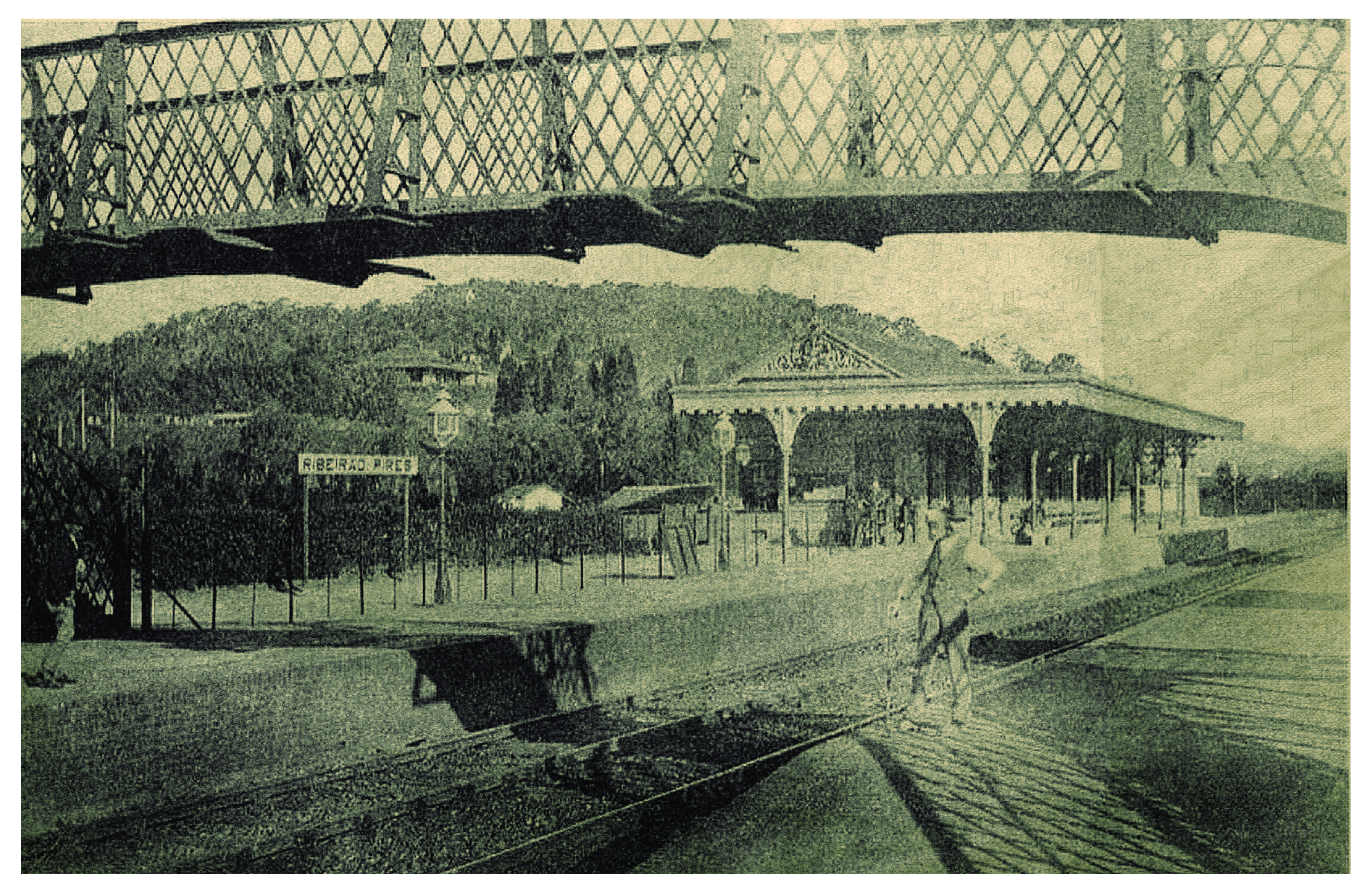
Estação Ribeirão Pires. Raro registro fotográfico da estação em 1910. O estilo arquitetônico adotado é o inglês vitoriano para estações de 3ª Classe (subúrbio). Como não havia ainda a eletrificação dos trens e os fios aéreos, a passarela inglesa estava mais baixa em relação à sua altura atual

## Características
| Sigla | Estação        | Inauguração          | Integração               | Plataformas | Posição    | Notas                   |
| ----- | -------------- | -------------------- | ------------------------ | ----------- | ---------- | ----------------------- |
| RPI   | Ribeirão Pires | 1 de janeiro de 1900 | Bilhete Único da SPTrans | Laterais    | Superfície | Estação original da SPR |

## Diagrama da estação
| 1 |

|  | ↑ a ↑ |

|  | ↓ b ↓ |

| 2 |

| 1 |

|  | ↑ a ↑ |

|  | ↓ b ↓ |

| 2 |

| 1 |

|  | ↑ a ↑ |

|  | ↓ b ↓ |

| 2 |

| 1 |

|  | ↑ a ↑ |

|  | ↓ b ↓ |

| 2 |